# 곽성

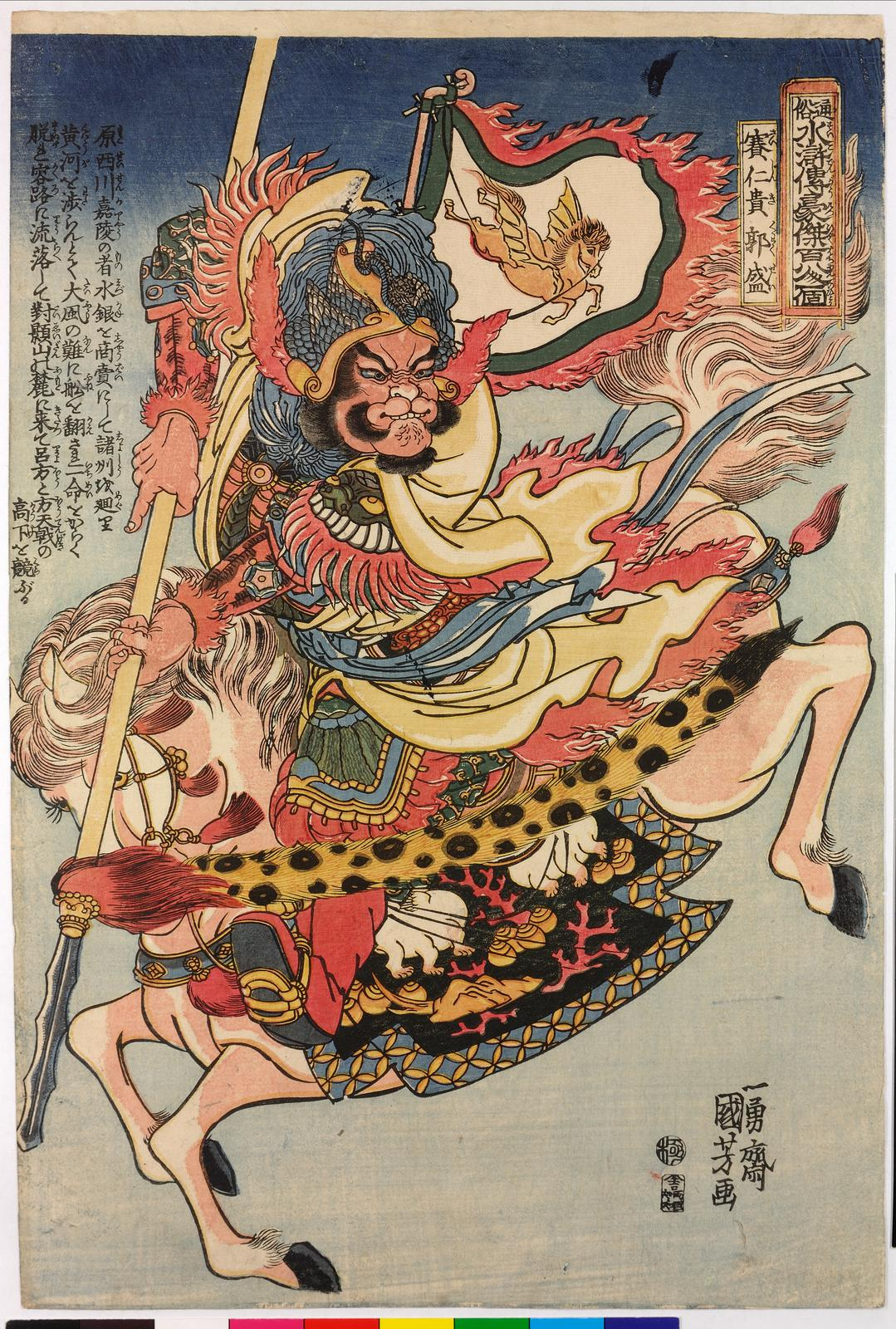

곽성(郭盛)은 중국의 사대기서(四大奇書) 중 하나인 《수호전》(水滸傳)에 등장하는 인물로, 108성 중 55위이자 지살성(地煞星)의 지우성(地祐星)에 해당한다. 별호는 새인귀(賽仁貴). 새인귀의 '인귀'는 당나라 초기의 인물로 돌궐과의 싸움에서 활약한 명장 설인귀(薛仁貴)를 말한다. 그의 라이벌인 여방이 여포를 동경했던 것과 달리 곽성의 경우는 설인귀를 동경했던 것은 아니며, 자신의 방천극 솜씨는 설인귀보다 뛰어나다는 자부심을 표방하는 것이었다. 여방의 별호가 '소'온후로 겸손하게 되어 있는 데 반해, 곽성은 '새'인귀로 설인귀보다 낫다는 뜻으로 되어 있다. 또한 여방의 소문을 듣고 솜씨를 겨루려고 하는 등 성격은 여방보다 고집이 세고 자신감이 넘친다. 용모는 당당한 젊은 무사로, 전포 갑옷 승마를 흰색으로 통일해 라이벌 여방의 붉은색 일색의 치장과 짝을 이루고 있다. 더불어 송강의 친위대로 활약한다.

## 생애
곽성은 서천(西川) 가릉(嘉陵) 출신의 수은 장수였는데 상선(商船)이 폭풍을 만나 파산한다. 곽성은 역시 파산한 젊은이들과 함께 패거리를 이루어 도적이 되고, 그 일당은 100명 정도로 불어난다. 청주(靑州)까지 온 곽성은 대영산(對影山)에 자신과 비슷한 나이에 자신과 같은 방천화극을 사용하는 여방이라는 산적이 있다고 듣는다. 자신의 창술에 절대적인 자신감을 갖고 있던 곽성은 창술 대결을 해보고 싶다는 생각과 보금자리를 구하겠다는 목적도 겸해 대영산에 오른다. 여방은 산의 절반을 곽성에게 양보하는 것을 제안했으나 원래 여방과 창술 실력을 겨루고 싶었던 곽성은 양보하지 않고, 한판 승부에서 지는 쪽이 이기는 쪽의 하수인이 되기로 한다. 그러나 두 사람의 실력은 백중(伯仲)하여 승부가 나지 않고, 이후에도 매일 정해진 시각에 승부를 벌이지만 보름 가까이 지나도록 전혀 승부가 나지 않는다.
그날도 여느 때와 같이 실력을 주고받은 두 사람이었지만, 서로 화극의 술이 뒤엉켜 이러지도 저러지도 못하게 되어 버린다. 두 사람이 곤혹스러워하고 있는데 어디선가 날아온 화살 한 자루가 엉킨 술을 꿰뚫는다. 놀란 두 사람이 보니 그곳에는 무장한 일당이 있었다. 화살을 쏜 것은 활의 명수로 유명한 소이광 화영이었고, 또 송강과 진명 등 유명한 무장들도 가담해 있었다. 그들은 청주에서 소란에 휘말렸고, 송강의 연줄에 의지하여 양산박으로 향하는 도중에 그들이 울리던 징과 북의 소리를 듣고 들렀다고 한다. 곽성, 여방은 양산박의 명성과 송강의 인덕을 듣고 있었기 때문에 싸우던 것도 잊고 송강의 일행에 합류시켜 달라고 간청하고, 흔쾌히 허락받아 그대로 양산박에 입산한다.
양산박 입산 후에는 여방과 함께 송강의 호위 역할을 맡았으며 축가장(祝家莊) 전투에서는 적장 축호(祝虎)를 죽이고, 이어지는 전투에서도 대부분 참여한다. 증두시(曾頭市)와의 전투에서는 곽성과 두 사람이 합세하여 적장 증도(曾塗)에 도전하지만 증도를 당해내지 못하고, 화영의 도움으로 간신히 여방과 증도를 죽인다. 동창부(東昌府) 전투에서는 적의 부장 중 한 명인 정득손을 붙잡는다. 108명이 양산박에 모인 후에는 여방과 함께 그대로 마군 효장(馬軍驍將)에 임명되었으며, 관군과의 전투나 귀순 후의 전투에서도 송강, 노준의를 호위하고 좌·우에 대기하며 활약한다. 방랍 토벌전에서는 오룡령(烏龍嶺)을 공략하기 위해 여방과 오룡령 위로 올라가는데 곽성은 적의 굴려온 큰 바위에 짓눌려 죽는다. 여방도 직후 이 전투에서 목숨을 잃는다.